# Премія британського незалежного кіно
Премія британського незалежного кіно (англ. British Independent Film Awards) — щорічна британська церемонія нагородження, створена в 1998 році з ініціативи продюсера Еліота Гроува в рамках проведеного під його егідою кінофестивалю «Raindance» (англ. Raindance Film Festival). Список номінантів та склад журі оголошують напередодні церемонії нагородження, яку проводять наприкінці листопада або на початку грудня.
До конкурсної програми відбираються призначені для кінопрокату фільми, як мінімум половина бюджету яких складається з британських джерел, а фінансування виходить від студій, чиї кошти не перевищують 10 мільйонів фунтів стерлінгів. Іноземні фільми на момент їх номінації повинні бути показані в британському прокаті, короткометражні фільми мати нагороду визнаних фестивалів.
Переможцям вручають нагороду, виконану з фігурного скла роботи Ліндсея Гендерсона.

## Меценати
У тісній співпраці з організаторами премії знаходяться провідні представники британського незалежного кіно: Гелен Міррен, Майкл Шин, Давид Тьюліс, Майк Фіггіс, Том Голландер, Адріан Лестер, Кен Лоуч, Юен Мак-Грегор, Саманта Мортон, Білл Наї, Труді Стайлер, Тільда Свінтон, Міра Сайал, Рей Вінстон і Майкл Вінтерботтом.

## Номінації

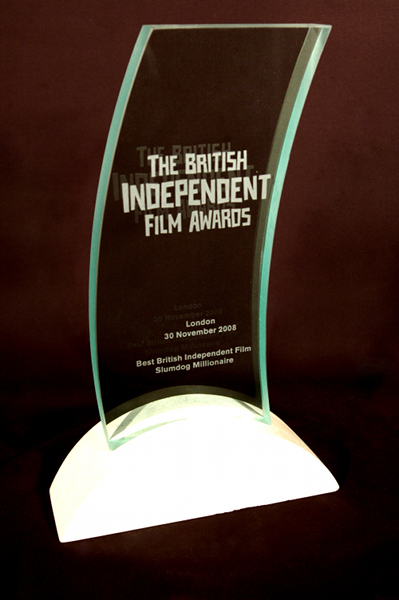
Головний приз Премії британського незалежного кіно.

- Найкращий британський незалежний фільм;
- Найкращий режисер британського незалежного фільму;
- Приз Дугласа Гікокса за найкращий режисерський дебют;
- Найкращий сценарій;
- Найкраща акторка британського незалежного фільму;
- Найкращий актор британського незалежного фільму;
- Найкраща акторка другого плану;
- Найкращий актор другого плану;
- Найбільш багатообіцяючий дебют;
- Найкращому продюсеру;
- The Raindance Award;
- За найкращі технічні досягнення;
- Найкращий британський документальний фільм;
- Найкращий британський короткометражний фільм;
- Найкращий іноземний незалежний фільм;
- Приз Річарда Гарріса;
- The Variety Award;
- Приз Спеціального журі.